# Rajmund Fodor
Rajmund Fodor (Segedin, 21. veljače 1976.), mađarski vaterpolist. 
Visine je 1,90 m i težine je oko 94 kg.
Rajmund Fodor pripada naraštaju mađarskih vaterpolista, koji su '90-tih godina 20. stoljeća ponovili uspjehe iz 1950-ih.
Rajmund Fodor je igrao za Mađarsku 1993. na europskom prvenstvu, i tada je osvojio srebrno europsko odličje. Slijedila su nova odličja na europskim prvenstvima, srebro 1995., zlato 1997. i 1999., a između tih prvenstava, osvojeno je i srebrno odličje, kada je postao svjetskim doprvakom 1998.
Na OI 2000. u Sydneyu, osvojio je zlato s mađarskom izabranom vrstom. 
Na europskim prvenstvima 2001. i 2003. bio je trećim, a na svjetskom prvenstvu 2003. osvojio je zlatno odličje odnosno naslov svjetskog prvaka. 
Na OI 2004. u Ateni je pripomogao u obrani naslova olimpijskog prvaka. 
Na svjetskim prvenstvima 2005. i 2007. osvojio je srebrna odličja.